# دنم (مینه‌سوتا)
دنم، مینه‌سوتا (به انگلیسی: Denham, Minnesota) یک شهر در ایالات متحده آمریکا است که در مینه‌سوتا واقع شده‌است.

## خصوصیات
دنم ۳٫۴۲ کیلومترمربع مساحت و ۳۵ نفر جمعیت دارد و ۳۷۱ متر بالاتر از سطح دریا واقع شده‌است.